# 연두끈벌레
연두끈벌레는 끈벌레과에 속하며 학명은 Lineus fuscoviridis이다.

## 특징
끈벌레 중 몸이 큰 종으로 따뜻한 바다에 살며, 주로 바닷가 돌 밑에서 생활한다. 몸 길이가 80cm나 되며, 몸의 너비는 1cm 정도이다. 몸 전체가 납작하며, 머리 주변은 흰색이고, 등면은 녹색이다. 입이 뇌보다 뒤쪽에 있고, 주둥이에는 침이 없다. 몸이 납작하기 때문에 내장과 몸의 내용물이 비친다. 입주둥이로 작은 무척추동물을 잡아먹는 육식성 포식자이다.